# Cladonia rugicaulis
Cladonia rugicaulis är en lavart som beskrevs av Ahti. Cladonia rugicaulis ingår i släktet Cladonia och familjen Cladoniaceae.   Inga underarter finns listade i Catalogue of Life.